# Henri Béconnais
Henri François Béconnais, dit Le Roi des Motocyclistes, né le 7 mars 1867 à Angers et mort le 2 juillet 1904 à Lüe, dans les Landes, à 37 ans, est un coureur cycliste, motocycliste et automobile français.

## Biographie

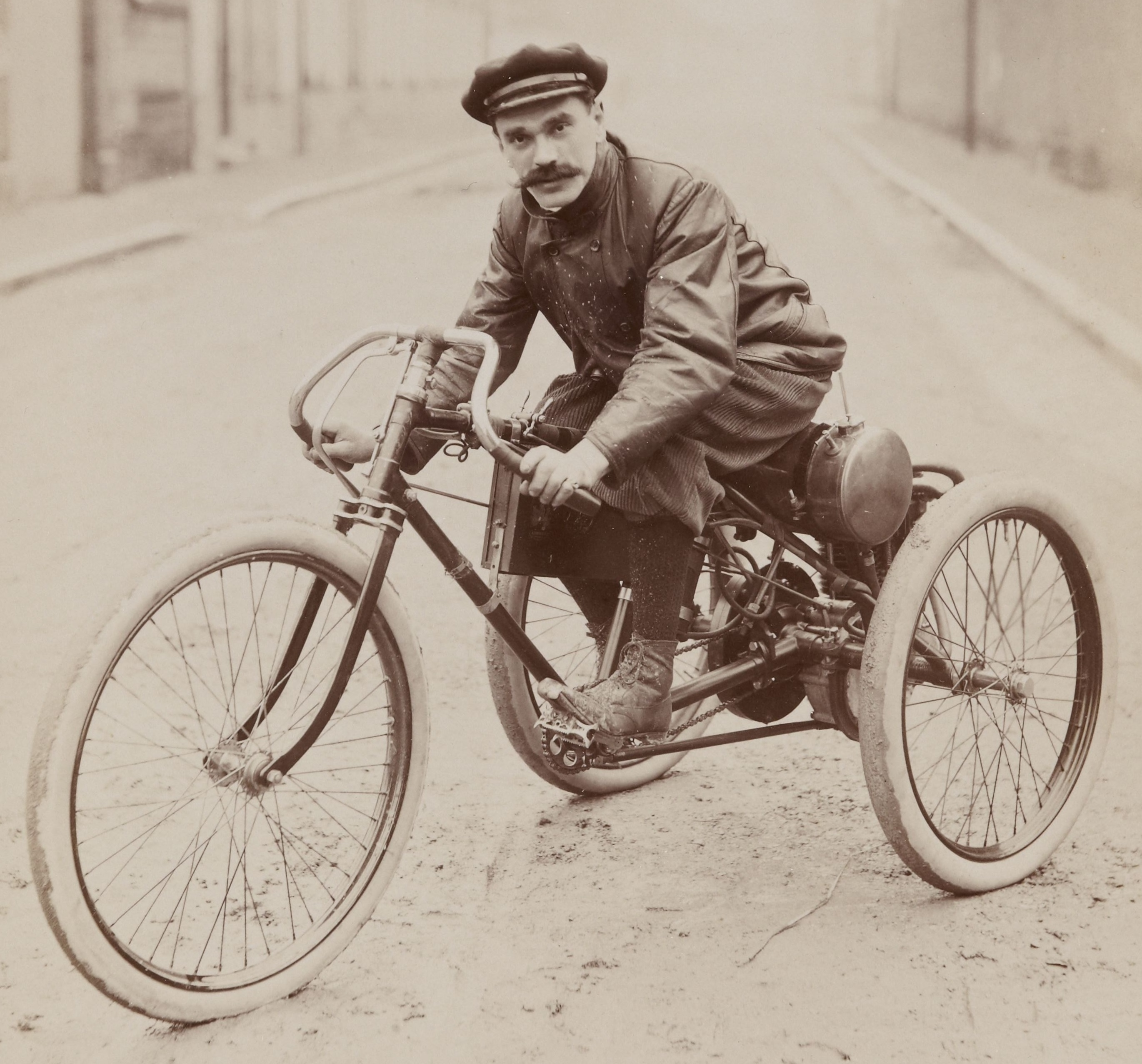
Henri Béconnais sur motocycle Perfecta à moteur Soncin, en 1899.

Béconnais est d'abord coureur de cyclisme sur piste professionnel, d'un petit gabarit, en activité dans cette discipline entre 1888 et 1892. Diversement classés entre 1886 et 1894 dans les championnat de France de vitesse et championnat de France de demi-fond de cyclisme sur piste, Henri Béconnais, Fernand Charron, Henri Debray (devenu précocement « Antony » sur les pistes) et Maurice Farman, du fait sans doute de la certitude de la rapidité de leurs réflexes, vont devenir rapidement tous les quatre des pilotes automobiles renommés, déjà habitués à se côtoyer lors de compétitions.
En juin 1899, il accompagne Charles Terront dans son record Paris-Brest-Paris sur motocycle, obtenu par ce dernier en 40 heures et demie entre le 18 et le 19, soit 30 km/h de moyenne sur 1 200 kilomètres.
En septembre 1899, sur motocycle Perfecta à moteur Soncin, Béconnais bat à Achères le record du kilomètre lancé, parcouru en 48 s 8, puis en mai 1900, il porte le record de vitesse à 91,8 km/h avec ce type de véhicule, durant la Semaine de Nice. Il s'empare aussi durant cette période du record des 100 kilomètres au vélodrome du Parc des Princes, en 1 h 30 min 55 s 4, en atteignant dans l'heure une distance parcourue de pratiquement 70 kilomètres.
Il est victime d'un accident lors des essais de la course de côte de Gaillon en 1901.
Il participe au Circuit des Ardennes en 1903.
Il meurt alors qu'il s'entraîne en vue de participer à la coupe Gordon Bennett : victime d'une crevaison sur sa Darracq 100HP, il percute un arbre. Lucien Bernard, son mécanicien embarqué, est également tué lors de l'accident.

## Palmarès

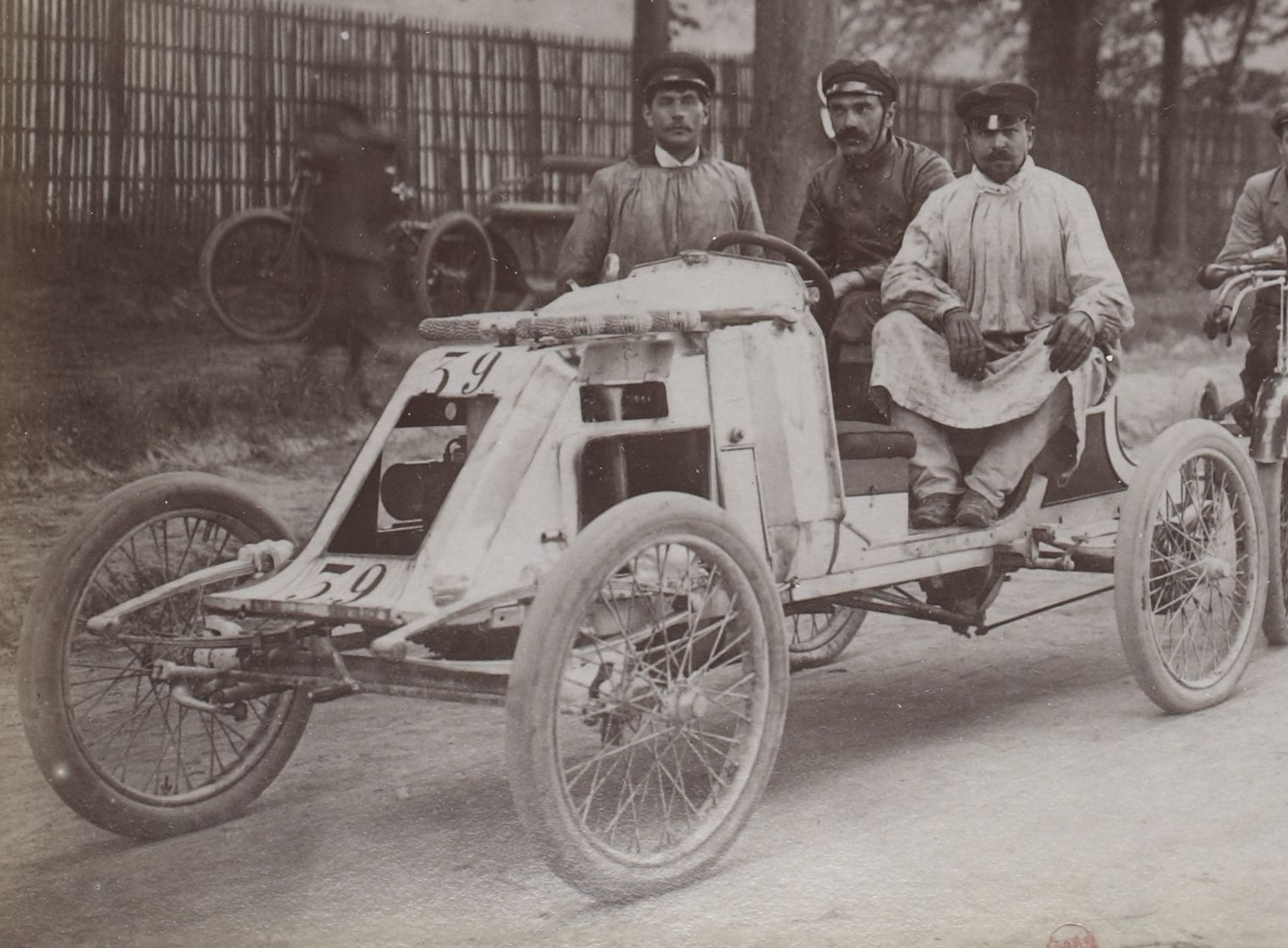
Henri Béconnais lors de la Coupe Gordon Bennett 1901.

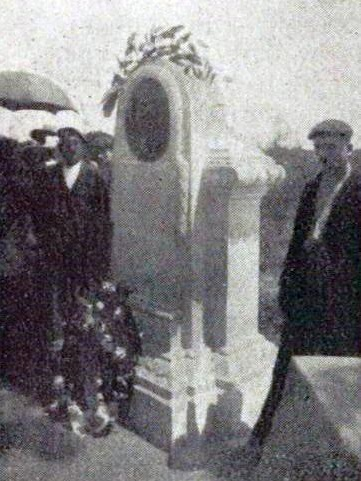
Le monument à la mémoire de Béconnais, inauguration du 2 juillet 1906.

### Cyclisme
- Champion de France de demi-fond en 1890
  - vice-champion de France de vitesse en 1892
- Course Internationale d'Angers sur le mile en 1887
- Course Internationale d'Agen en Vitesse en 1890
- Record de France du 10 kilomètres en tricycle en 1888

### Motocyclisme
- Course de côte de Chanteloup en 1899
- Recordman mondial du kilomètres départ lancé le 21 septembre 1899[5]
- Recordman mondial de vitesse le 30 mai 1900, lors de la Semaine des courses de Nice (et vainqueur de la course du mile)[6]
- Course de côte de Gaillon en 1900

### Sport automobile
- Course de côte de Doullens (près d'Amiens) le 27 mai 1904, sur Darracq[7]